# Фридрих Ернст фон Изенбург-Бюдинген
Фридрих Ернст фон Изенбург-Бюдинген (на немски: Friedrich Ernst zu Isenburg-Büdingen; * 24 октомври 1709 в Бирщайн; † 5 март 1784 в Лаубах) е принц от Изенбург-Бюдинген.
Той е вторият син на граф Волфганг Ернст I фон Изенбург-Бюдинген (1686 – 1754), който на 23 май 1744 г. става княз, и първата му съпруга графиня Фридерика Елизабет фон Лайнинген-Дагбург-Емихсбург (1681 – 1717), дъщеря на граф Емих XIV фон Лайнинген-Дагсбург-Емихсбург (1649 – 1684) и пфалцграфиня Елизабет Христиана фон Цвайбрюкен-Ландсберг (1656 – 1707).
Брат е на наследствения принц Вилхелм Емих Христоф (1708 – 1741), Христиан Лудвиг (1710 – 1791), генерал в Хесен-Касел, Карл Филип (1711 – 1723), Йохан Казимир (1715 – 1759), полковник в Швеция, генерал-майор в Хесен-Касел, полковник Адолф Август (1713 – 1744) и на Елизабет Амалия Фридерика (1714 – 1748), омъжена на 27 декември 1738 г. в Бирщайн за граф Христиан Август фон Золмс-Лаубах (1714 – 1784). Той е по-голям полубрат на Фридрих Вилхелм фон Изенбург-Бюдинген (1730 – 1804).
Фридрих Ернст умира на 5 март 1784 г. в Лаубах на 74 години и е погребан в Лаубах.

## Фамилия
Фридрих Ернст се жени на 25 октомври 1733 г. в Офенбах за графиня Луиза Шарлота фон Изенбург-Бирщайн-Офенбах (* 16 септември 1715 в Офенбах; † 18 юли 1793 в Лаубах), дъщеря на граф Йохан Филип фон Изенбург-Бирщайн-Офенбах (1655 – 1718) и втората му съпруга Фридерика Вилхелмина Шарлота фон Сайн-Витгенщайн-Берлебург. Те имат една дъщеря:
- Елизабет Шарлота Фердинанда Луиза (1753 – 1829), омъжена на 2 ноември 1767 г. в Бюдинген за Георг Август Вилхелм фон Золмс-Лаубах, полковник в Брауншвайг (1743 – 1772), вторият син на граф Христиан Август фон Золмс-Лаубах (1714 – 1784) и Елизабет Амалия Фридерика фон Изенбург-Бюдинген (1714 – 1748).